# Віреон ямайський
Віреон ямайський (Vireo modestus) — вид горобцеподібних птахів родини віреонових (Vireonidae).

## Поширення
Ендемік Ямайки. Населяє субтропічні або тропічні сухі ліси, субтропічні або тропічні вологі рівнинні ліси, субтропічні або тропічні вологі гірські ліси, і деградований вторинний ліс.